# 硫代磷酰氟
硫代磷酰氟是一种无机的气体，化学式PSF3，由磷、硫和氟元素构成。它的火焰非常的低温。硫代磷酰氟的发现者在被该物质的火焰燃烧时，并没有感到痛。
它可能是"火焰温度最低的化合物"。（最高的是二氰乙炔）这种气体在1888年被发现。
它对化学战没有用，因为它会立即燃烧并且毒性不足。 